# Cecilia Walton
Harriet Cecilia Walton, född 20 november 1952 i Kristianstads församling, Kristianstads län, är en svensk skådespelare. 

## Biografi
Walton har studerat vid Statens scenskola i Malmö. Hon är dotter till skådespelaren Karin Walton.

## Filmografi i urval
- 1982 – Den enfaldige mördaren
- 1983 – Mot härliga tider
- 1985 – Sällskapsresan 2 – Snowroller
- 1986 – På liv och död
- 1987 – Goda grannar (TV-serie)
- 1988 – Kråsnålen (TV-serie)
- 1988 – Kuriren (TV-serie)
- 1989 – Alla älskade Alice
- 1991 – Tre terminer (TV-serie)
- 1993–1997 – Snoken (TV-serie) (sex avsnitt)
- 1994 – Den vite riddaren (TV-serie)
- 1994 – Fallet Paragon (TV-serie)
- 1995 – Mördare utan ansikte (TV-serie)
- 1996 – Bengtsdotter
- 1996 – Tre kronor (TV-serie) (tolv avsnitt)
- 1998 – Ögat
- 2001 – Fru Marianne (TV-serie)
- 2006 – Min frus förste älskare
- 2023 – Banandansen

## Teater

### Roller
| År   | Roll | Produktion                   | Regi            | Teater                   |
| ---- | ---- | ---------------------------- | --------------- | ------------------------ |
| 1996 | Elsa | Galoschkungen Sigvard Olsson | Göran Stangertz | Helsingborgs stadsteater |